# Paravisión
Paravisión est une chaîne de télévision publique paraguayenne lancée le 5 octobre 2005. Elle diffuse des nouvelles, sports, séries, magazines, etc.